# 宋禪師
宋禪師（1568年-1702年），明清佛教高僧，禪師俗姓相傳姓宋，法號超月，是廣東惠來人士，在圓寂後曾多次顯靈幫助百姓解困，根據惠來永福寺記載，宋禪師在清康熙九年（1670年），在吏部觀政進士及信眾資助下，在惠來建起了一座永福寺，供信眾參禪禮佛，此佛寺至今尚存。
在香港，信奉宋禪師的信徒以潮州籍人士為主，慈雲山慈雲閣和九龍城慈心佛堂是少數供奉宋禪師的地方。